# Anderledes erindringer
Anderledes erindringer er en film instrueret af Franz Ernst.

## Handling
Gennem interviews belyses fire livsforløb - fire mennesker med anderledes erindringer. Filmen fortæller historien om fire mennesker, som er eller har været uden for det normale samfundsmønster. De socialt utilpassede. Filmen lægger deres problemer frem og lader mange spørgsmål stå åbne.